# Кортни Кокс (музикантка)
 Тази статия е за китариската.  За актрисата вижте Кортни Кокс.  
Кортни Кокс (на английски: Courtney Cox) е американска китаристка и бивш член на изцяло женската трибют група Айрън Мейдънс и от 2023 г., водещ китарист на хеви метъл групата Бърнинг Уичес.
Родом от Филаделфия, Къртни Кокс започва да свири на китара около 13-годишна възраст. На 15 се записва в училището за рок музика Paul Green. По време на мандата си там тя участва в турнета в САЩ с артисти, включително Джон Андерсън (Йес) и Ейдриън Белю (Кинг Кримсън), изпълнявайки с артисти като Джордж Линч (Дон Докен) и Пери Фарел (Janes Addiction). През това време Кокс е съосновател на изцяло женска трибют банда на Кинг Даймънд, наричана е Кралицата на Даймънд.
На 19 години Кокс се премества в Лос Анджелис. През декември 2008 г. е поканена да бъде гост-изпълнител на Айрън Мейдънс, а по-късно става официален член на групата. Като член на Мейдънс, сценичното име на Cox е Адриана Смит, женска версия на китариста на Айрън Мейдън Адриан Смит. Тя също е изнесла няколко национални и международни концертни турнета в САЩ и Япония. Кокс свири с членове на Phantom Blue на концерта в памет на Мишел Мелдрум през май 2009 г. в Whiskey a Go Go в Холивуд, Калифорния.
Като първата жена изпълнител за китари Caparison, Кокс пуска „подписан модел Horus-M3 CC“. През 2010 г. тя се класира на второ място в Guitar World' s Guide's Buyer's Guide Model Search.
През 2023 г. Кортни и в момента е водещ китарист на швейцарската метъл група Бърнинг Уичес, замествайки Лариса Ернст, докато Лариса очаква дете.

## Дискография
| Група                 | Заглавие           | Лейбъл            | От   |
| --------------------- | ------------------ | ----------------- | ---- |
| The Iron Maidens      | Live In Japan 2010 | XLR ENTERTAINMENT | 2010 |
| Burning Witches       | Hexenhammer        | Nuclear Blast     | 2018 |
| The Touch Two Minutes | To Late Night      | Без лейбъл        | 2021 |
| Burning Witches       | Wacken 2023        | Без лейбъл        | 2023 |
| 25 The Boozehoundz    | 99 Bottles         | Без лейбъл        |      |